# Tired of Talking
Tired of Talking è il singolo di debutto della cantante svedese Léon, pubblicato il 17 luglio 2015 su etichetta discografica Columbia Records come primo estratto dall'EP Treasure.

## Tracce
Testi e musiche di Lotta Lindgren e Agrin Rahmani.
1. Tired of Talking – 3:17

EP remix
1. Tired of Talking (feat. G-Eazy) – 3:26
2. Tired of Talking (A-Trak & Cory Enemy Remix) – 3:42
3. Tired of Talking (Young Bombs Remix) – 3:34
4. Tired of Talking (Dave Audé House Mix) – 4:07
5. Tired of Talking (Filous Remix) – 3:30